# AFC Norte
La AFC Norte es la división del norte de la Conferencia Americana de la National Football League. La división está compuesta por los Pittsburgh Steelers, Cleveland Browns, Baltimore Ravens y Cincinnati Bengals.

## Historia
La AFC Norte fue creada en la temporada de 2002 cuando la liga reorganizó sus divisiones tras la expansión a 32 equipos. Esta división reemplazó a la AFC Centro, que existió entre 1970 y 2001.
La AFC Norte también es la única división en la AFC que no contiene un equipo original de la American Football League. Sin embargo, los Bengals eran un equipo de expansión de la AFL en 1968 (los Steelers y los Browns se unieron a la AFC tras dejar la NFL en 1970).

## Campeones de división
| Temp.       | Equipo               | Marca  | Resultado en los playoffs           |
| ----------- | -------------------- | ------ | ----------------------------------- |
| AFC Central |                      |        |                                     |
| 1970        | Cincinnati Bengals   | 8-6-0  | Perdió en los playoffs divisionales |
| 1971        | Cleveland Browns     | 9-5-0  | Perdió en los playoffs divisionales |
| 1972        | Pittsburgh Steelers  | 11-3-0 | Perdió el Campeonato de la AFC      |
| 1973        | Cincinnati Bengals   | 10-4-0 | Perdió en los playoffs divisionales |
| 1974        | Pittsburgh Steelers  | 10-3-1 | Ganó el Super Bowl IX               |
| 1975        | Pittsburgh Steelers  | 12-2-0 | Ganó el Super Bowl X                |
| 1976        | Pittsburgh Steelers  | 10-4-0 | Perdió el Campeonato de la AFC      |
| 1977        | Pittsburgh Steelers  | 9-5-0  | Perdió en los playoffs divisionales |
| 1978        | Pittsburgh Steelers  | 14-2-0 | Ganó el Super Bowl XIII             |
| 1979        | Pittsburgh Steelers  | 12-4-0 | Ganó el Super Bowl XIV              |
| 1980        | Cleveland Browns     | 11-5-0 | Perdió en los playoffs divisionales |
| 1981        | Cincinnati Bengals   | 12-4-0 | Perdió el Super Bowl XVI            |
| 1982+       | Cincinnati Bengals   | 7-2-0  | Perdió en los playoffs divisionales |
| 1983        | Pittsburgh Steelers  | 10-6-0 | Perdió en los playoffs divisionales |
| 1984        | Pittsburgh Steelers  | 9-7-0  | Perdió el Campeonato de la AFC      |
| 1985        | Cleveland Browns     | 8-8-0  | Perdió en los playoffs divisionales |
| 1986        | Cleveland Browns     | 12-4-0 | Perdió el Campeonato de la AFC      |
| 1987        | Cleveland Browns     | 10-5-0 | Perdió el Campeonato de la AFC      |
| 1988        | Cincinnati Bengals   | 12-4-0 | Perdió el Super Bowl XXIII          |
| 1989        | Cleveland Browns     | 9-6-1  | Perdió el Campeonato de la AFC      |
| 1990        | Cincinnati Bengals   | 9-7-0  | Perdió en los playoffs divisionales |
| 1991        | Houston Oilers       | 11-5-0 | Perdió en los playoffs divisionales |
| 1992        | Pittsburgh Steelers  | 11-5-0 | Perdió en los playoffs divisionales |
| 1993        | Houston Oilers       | 12-4-0 | Perdió en los playoffs divisionales |
| 1994        | Pittsburgh Steelers  | 12-4-0 | Perdió el Campeonato de la AFC      |
| 1995        | Pittsburgh Steelers  | 11-5-0 | Perdió el Super Bowl XXX            |
| 1996        | Pittsburgh Steelers  | 10-6-0 | Perdió en los playoffs divisionales |
| 1997        | Pittsburgh Steelers  | 11-5-0 | Perdió el Campeonato de la AFC      |
| 1998        | Jacksonville Jaguars | 11-5-0 | Perdió en los playoffs divisionales |
| 1999        | Jacksonville Jaguars | 14-2-0 | Perdió el Campeonato de la AFC      |
| 2000        | Tennessee Titans     | 13-3-0 | Perdió en los playoffs divisionales |
| 2001        | Pittsburgh Steelers  | 13-3-0 | Perdió el Campeonato de la AFC      |

| Temp.     | Equipo              | Marca  | Resultado en los playoffs           |
| --------- | ------------------- | ------ | ----------------------------------- |
| AFC Norte |                     |        |                                     |
| 2002      | Pittsburgh Steelers | 11-5-0 | Perdió en los playoffs divisionales |
| 2003      | Baltimore Ravens    | 10-6-0 | Perdió en la ronda Wild Card        |
| 2004      | Pittsburgh Steelers | 15-1-0 | Perdió el Campeonato de la AFC      |
| 2005      | Cincinnati Bengals  | 11-5-0 | Perdió en la ronda Wild Card        |
| 2006      | Baltimore Ravens    | 13-3-0 | Perdió en los playoffs divisionales |
| 2007      | Pittsburgh Steelers | 10-6-0 | Perdió en la ronda Wild Card        |
| 2008      | Pittsburgh Steelers | 12-4-0 | Ganó el Super Bowl XLIII            |
| 2009      | Cincinnati Bengals  | 10-6-0 | Perdió en la ronda Wild Card        |
| 2010      | Pittsburgh Steelers | 12-4-0 | Perdió el Super Bowl XLV            |
| 2011      | Baltimore Ravens    | 12-4-0 | Perdió el Campeonato de la AFC      |
| 2012      | Baltimore Ravens    | 10-6-0 | Ganó el Super Bowl XLVII            |
| 2013      | Cincinnati Bengals  | 11-5-0 | Perdió en la ronda Wild Card        |
| 2014      | Pittsburgh Steelers | 11-5-0 | Perdió en la ronda Wild Card        |
| 2015      | Cincinnati Bengals  | 12-4-0 | Perdió en la ronda Wild Card        |
| 2016      | Pittsburgh Steelers | 11-5-0 | Perdió el Campeonato de la AFC      |
| 2017      | Pittsburgh Steelers | 13-3-0 | Perdió en los playoffs divisionales |
| 2018      | Baltimore Ravens    | 10-6-0 | Perdió en la ronda Wild Card        |
| 2019      | Baltimore Ravens    | 14-2-0 | Perdió en los playoffs divisionales |
| 2020      | Pittsburgh Steelers | 12-4-0 | Perdió en la ronda Wild Card        |
| 2021      | Cincinnati Bengals  | 10-7-0 | Perdió el Super Bowl LVI            |
| 2022      | Cincinnati Bengals  | 12-4-0 | Perdió el Campeonato de la AFC      |
| 2023      | Baltimore Ravens    | 13-4-0 | Perdió el Campeonato de la AFC      |
| 2024      | Baltimore Ravens    | 12-5-0 |                                     |

## Clasificados a los playoffs vía Wild Card
| Temp.       | Equipo                               | Marca       | Resultado en los playoffs                                         |
| ----------- | ------------------------------------ | ----------- | ----------------------------------------------------------------- |
| AFC Central |                                      |             |                                                                   |
| 1972        | Cleveland Browns                     | 10-4-0      | Perdió en los playoffs divisionales                               |
| 1973        | Pittsburgh Steelers                  | 10-4-0      | Perdió en los playoffs divisionales                               |
| 1975        | Cincinnati Bengals                   | 11-3-0      | Perdió en los playoffs divisionales                               |
| 1978        | Houston Oilers                       | 10-6-0      | Perdió el Campeonato de la AFC.                                   |
| 1979        | Houston Oilers                       | 11-5-0      | Perdió el Campeonato de la AFC.                                   |
| 1980        | Houston Oilers                       | 11-5-0      | Perdió en la ronda Wild Card.                                     |
| 1982+       | Pittsburgh Steelers Cleveland Browns | 6-3-0 4-5-0 | Perdió en la ronda Wild Card Perdió en la ronda Wild Card         |
| 1987        | Houston Oilers                       | 9-6-0       | Perdió en los playoffs divisionales                               |
| 1988        | Cleveland Browns Houston Oilers      | 10-6-0      | Perdió en la ronda Wild Card Perdió en los playoffs divisionales  |
| 1989        | Houston Oilers Pittsburgh Steelers   | 9-7-0       | Perdió en la ronda Wild Card. Perdió en los playoffs divisionales |
| 1990        | Houston Oilers                       | 9-7-0       | Perdió en la ronda Wild Card                                      |
| 1992        | Houston Oilers                       | 10-6-0      | Perdió en la ronda Wild Card                                      |
| 1993        | Pittsburgh Steelers                  | 9-7-0       | Perdió en la ronda Wild Card                                      |
| 1994        | Cleveland Browns                     | 11-5-0      | Perdió en los playoffs divisionales                               |
| 1996        | Jacksonville Jaguars                 | 9-7-0       | Perdió el Campeonato de la AFC                                    |
| 1997        | Jacksonville Jaguars                 | 11-5-0      | Perdió en la ronda Wild Card                                      |
| 1999        | Tennessee Titans                     | 13-3-0      | Perdió el Super Bowl XXXIV                                        |
| 2000        | Baltimore Ravens                     | 12-4-0      | Ganó el Super Bowl XXXV                                           |
| 2001        | Baltimore Ravens                     | 10-6-0      | Perdió en los playoffs divisionales                               |

| Temp.     | Equipo                                 | Marca         | Resultado en los playoffs                                                 |
| --------- | -------------------------------------- | ------------- | ------------------------------------------------------------------------- |
| AFC Norte |                                        |               |                                                                           |
| 2002      | Cleveland Browns                       | 9-7-0         | Perdió en la ronda Wild Card.                                             |
| 2005      | Pittsburgh Steelers                    | 11-5-0        | Ganó el Super Bowl XL.                                                    |
| 2008      | Baltimore Ravens                       | 11-5-0        | Perdió el Campeonato de la AFC.                                           |
| 2009      | Baltimore Ravens                       | 9-7-0         | Perdió en los playoffs divisionales.                                      |
| 2010      | Baltimore Ravens                       | 12-4-0        | Perdió en los playoffs divisionales.                                      |
| 2011      | Pittsburgh Steelers Cincinnati Bengals | 12-4-0 9-7-0  | Perdió en la ronda Wild Card. Perdió en la ronda Wild Card.               |
| 2012      | Cincinnati Bengals                     | 10-6-0        | Perdió en la ronda Wild Card.                                             |
| 2014      | Cincinnati Bengals Baltimore Ravens    | 10-5-1 10-6-0 | Perdió en la ronda Wild Card. Perdió en los playoffs divisionales.        |
| 2015      | Pittsburgh Steelers                    | 11-5-0        | Perdió en los playoffs divisionales.                                      |
| 2020      | Baltimore Ravens Cleveland Browns      | 11-5-0 11-5-0 | Perdió en los playoffs divisionales. Perdió en los playoffs divisionales. |
| 2021      | Pittsburgh Steelers                    | 9-7-1         | Perdió en la ronda Wild Card.                                             |
| 2022      | Baltimore Ravens                       | 10-7-0        | Perdió en la ronda Wild Card.                                             |
| 2023      | Cleveland Browns Pittsburgh Steelers   | 11-6-0 10-7-0 | Perdió en la ronda Wild Card Perdió en la ronda Wild Card                 |
| 2024      | Pittsburgh Steelers                    | 10-7-0        | Perdió en la ronda Wild Card.                                             |

## Resultados en los playoffs desde 1960
Estadísticas actualizadas hasta la temporada 2024.
| Equipo               | Campeonatos divisionales | Clasificaciones a playoffs | Apariciones en Super Bowl                 | Victorias en Super Bowl         | Temporadas campeonatos divisionales |
| -------------------- | ------------------------ | -------------------------- | ----------------------------------------- | ------------------------------- | --- |
| Pittsburgh Steelers  | 24                       | 33                         | 8 (IX, X, XIII, XIV, XXX, XL, XLIII, XLV) | 6 (IX, X, XIII, XIV, XL, XLIII) | 1972, 1974, 1975, 1976, 1977, 1978, 1979, 1983, 1984, 1992, 1994, 1995, 1996, 1997, 2001, 2002, 2004, 2007, 2008, 2010, 2014, 2016, 2017, 2020 |
| Cincinnati Bengals   | 11                       | 16                         | 3 (XVI, XXIII, LVI)                       | 0                               | 1970, 1973, 1981, 1988, 1990, 2005, 2009, 2013, 2015, 2021, 2022                                                                               |
| Baltimore Ravens     | 8                        | 16                         | 2 (XXXV, XLVII)                           | 2 (XXXV, XLVII)                 | 2003, 2006, 2011, 2012, 2018, 2019, 2023, 2024                                                                                                 |
| Cleveland Browns     | 6                        | 13                         | 0                                         | 0                               | 1971, 1980, 1985, 1986, 1987, 1989 |
| Tennessee Titans     | 3                        | 12                         | 1 (XXXIV)                                 | 0                               | 1991, 1993, 2000 |
| Jacksonville Jaguars | 2                        | 4                          | 0                                         | 0                               | 1998, 1999 |

- Titans y Jaguars dejaron la división en 2001.
- No incluye los campeonatos divisionales logrados por los Browns en la AAFC y NFL Century.